# Paul Bösch (Journalist)
Paul Bösch (* 24. Januar 1946 in Zürich; † 23. April 2020) war ein Schweizer Journalist und Buchautor.

## Leben
Paul Bösch begann 1966 ein Studium der Theologie und trat drei Jahre später in den Kapuzinerorden ein, verliess die Klostergemeinschaft aber 1973 vor Ablegung der ewigen Ordensgelübde wieder. Als Laienbruder unterrichtete er Alte Sprachen an Mittelschulen, war aber auch als Pförtner und Schneider im Kloster tätig. Anschliessend studierte er Germanistik und Geschichte in Zürich und trat 1974 auch aus der katholischen Kirche aus. Nach seiner Promotion im Jahr 1978 wurde er Journalist und war bis 1982 als Zürich-Korrespondent für verschiedene Schweizer Zeitungen tätig. Von 1982 bis 2004 arbeitete er als Redakor beim Zürcher Tages-Anzeiger, ab 1991 als Mitglied der Lokalredaktion. Besonders interessierten ihn ungelöste Justizfälle. Von 2004 bis 2008 arbeitete er in Teilzeit als Redaktor der Zeitschrift aufbruch, einer Monatsschrift für Religion und Gesellschaft. In dieser Zeit liess er sich zum Mediator ausbilden. Von 2009 bis 2012 war er Mitherausgeber der Zeitschrift aufbruch.
Bösch war Vater von zwei Kindern. Er starb im April 2020 im Alter von 74 Jahren an den Folgen einer Krebserkrankung.

## Leistungen
Bösch schrieb drei Bücher. Das erste mit dem Titel Meier 19, in dem er einer Polizei- und Justizaffäre in der Stadt Zürich nachgeht, wurde Grundlage eines erfolgreichen Dokumentarfilms. Spätere Publikationen befassen sich hauptsächlich mit der Rezeptionsgeschichte des Franz von Assisi und Fragen der Franziskusforschung, über die er auch Beiträge in Fachzeitschriften verfasste; außerdem veröffentlichte er in Buchform eine Übersetzung der Franziskus-Verslegende des Heinrich von Avranches aus dem Mittellatein.

## Bücher und Fachaufsätze

### Bücher
- Meier 19. Eine unbewältigte Polizei- und Justizaffäre. Limmat Verlag, Zürich 1997, ISBN 3-85791-290-1.
- Franz von Assisi – neuer Christus. Die Geschichte einer Verklärung. Patmos Verlag, Düsseldorf 2005, ISBN 3-491-72493-7.
- Heinrich von Avranches: Die Verslegende vom heiligen Franziskus (Legenda sancti Francisci versificata). Eingeführt, und ins Deutsche übertragen und herausgegeben von Paul Bösch (= Quellen zur franziskanischen Geschichte, Band 3). Norderstedt 2016, ISBN 978-3-7412-8172-3; überarbeitete Neuauflage 2019: ISBN 978-3-7322-4250-4.

### Fachaufsätze (Auswahl)
- Eine Notiz von Bruder Leo und ihre Beweiskraft für die Stigmatisierung auf La Verna. In: Laurentianum 51 (2010), S. 365–376.
- Die Vita Brevior des Franziskus von Assisi und ihre entfernten Verwandten. In: Archivum Franciscum Historicum 111 (2018), S. 3–32.
- Ein 250-jähriges Prinzip der Franziskus-Forschung und seine unsicheren Grundlagen. In: Wissenschaft und Weisheit 81 (2018), S. 128–152.
- Der lange Weg des Thomas von Celano zur Vita beati Francisci. In: Wissenschaft und Weisheit 82 (2019), S. 18–50.